# Javier Alonso Canosa
Javier Alonso Canosa (La Coruña, España, 18 de agosto de 1953) es un exfutbolista español que se desempeñaba como defensa.

## Clubes
| Club                    | País   | Año       |
| ----------------------- | ------ | --------- |
| Pontevedra C.F.         | España | 1976-1977 |
| Real Club Celta de Vigo | España | 1977-1983 |
| U.D. Salamanca          | España | 1984-1985 |